# Pesi piuma
I Pesi piuma sono una categoria di peso del pugilato.
Il combattimento disputato nel 1860 tra Nobby Clark e Jim Elliott è spesso citato come il primo per il titolo mondiale della categoria, che venne tuttavia più ampiamente riconosciuta solo nel 1889, dopo il match tra Ike Weir e Frank Murphy.
Dopo più di un secolo di presenza, alle Olimpiadi di Londra del 2012, i pesi piuma non hanno più costituito una categoria di peso del pugilato maschile. La categoria è stata assorbita da quella di peso inferiore, i pesi gallo e da quella di peso superiore, i pesi leggeri.

## Limiti di peso
Nel pugilato moderno il peso dei contendenti non deve superare:
- professionisti: 126 lb (57,15 kg)

Negli Stati Uniti il limite dei Pesi piuma variò dalle 114 alle 122 libbre, e venne poi definitivamente fissato con il limite attuale di 126 libbre nel 1920.

## Campioni professionisti

### Uomini
Dati aggiornati al 1 maggio 2023. Fonte: BoxRec.
| Federazione | Dal | Campione                      | Record         | Difese | Prossimo incontro | Sfidante (record)               |
| ----------- | --- | ----------------------------- | -------------- | ------ | ----------------- | ------------------------------- |
| WBA         | 29 agosto 2015 | Léo Santa Cruz (Super)        | 38-2-1 (19 KO) | 0      |                   |                                 |
| WBA         | 18 febbraio 2023 | Mauricio Lara (Regular)       | 26-2-1 (19 KO) | 0      | 27 maggio 2023    | Leigh Wood (26-3-0; 12 KO)      |
| WBA         | - Il 15 marzo 2023, la WBA ha comunicato di aver disposto la sfida obbligatoria tra il campione regular WBA Mauricio Lara e l'uzbeko Otabek Kholmatov. Quest'ultimo è attualmente il n. 1 nel ranking degli sfidanti WBA di categoria dopo aver battuto il britannico Thomas Patrick Ward il 4 marzo 2023 per KO alla 5ª ripresa. Eddie Hearn, promoter di Mauricio Lara, ha comunque rivelato l'esistenza di una rematch clause tra Mauricio Lara e Leigh Wood, quest'ultimo sconfitto dal nuovo campione WBA nel loro incontro valevole per il titolo del 18 febbraio 2023. Come previsto da Hearn, il 1 aprile 2023 è stato confermato una nuova sfida tra Mauricio Lara e Leigh Wood per il titolo regular WBA, da disputarsi il 27 maggio 2023 a Manchester (Inghilterra). |                               |                |        |                   |                                 |
| WBC         | 11 febbraio 2023 | O'Shaquie Foster              | 20-2-0; 11 KO) | 0      |                   |                                 |
| WBC         | 4 marzo 2023 | Brandon Figueroa (ad interim) | 24-1-1 (18 KO) | 0      |                   |                                 |
| WBC         | - Il 4 marzo 2023 lo statunitense Brandon Figueroa ha battuto nettamente ai punti (117-109; 117-109; 118-108) il filippino Mark Magsayo nell'incontro disputato presso la Toyota Arena di Ontario (California, USA), ottenendo in tal modo il titolo ad interim WBC. |                               |                |        |                   |                                 |
| WBO         | 1 aprile 2023 | Robeisy Ramírez               | 12-1-0 (7 KO)  | 0      | 25 luglio 2023    | Satoshi Shimizu (11-1-0; 10 KO) |
| WBO         | - Il 27 aprile 2023 è stato reso noto che Robeisy Ramirez difenderà per la prima volta il suo titolo WBO contro il giapponese Satoshi Shimizu il 25 luglio 2023 presso la Ariake Arena di Tokyo. |                               |                |        |                   |                                 |
| IBF         | 10 dicembre 2022 | Luis Alberto López            | 27-2-0 (15 KO) | 0      | 27 maggio 2023    | Michael Conlan (18-1-1; 9 KO)   |
| IBF         | - Il 20 marzo 2023 è stato ufficializzato l'incontro, valevole per la corona IBF, tra il campione López e il britannico Michael Conlan. L'incontro si terrà il 27 maggio 2023 presso la SSE Arena di Belfast. |                               |                |        |                   |                                 |

### Donne
Dati aggiornati al 5 febbraio 2023. Fonte: BoxRec.
| Federazione | Dal | Campione                         | Record         | Difese | Prossimo incontro | Sfidante (record)            |
| ----------- | --- | -------------------------------- | -------------- | ------ | ----------------- | ---------------------------- |
| WBA         | 4 febbraio 2023 | Amanda Serrano                   | 44-2-1 (30 KO) | 0      | 5 agosto 2023     | Heather Hardy (24-2-0; 4 KO) |
| WBA         | - Il 4 maggio 2023 è stato reso noto che Amanda Serrano metterà in palio i suoi titoli il 5 agosto 2023 contro la statunitense Heather Hardy a Dallas (Texas, Stati Uniti). |                                  |                |        |                   |                              |
| WBC         | 25 marzo 2021 | Amanda Serrano                   | 44-2-1 (30 KO) | 2      | 5 agosto 2023     | Heather Hardy (24-2-0; 4 KO) |
| WBC         | 19 marzo 2022 | Sabrina Maribel Pérez (interim)  | 18-1-1 (2 KO)  | 0      |                   |                              |
| WBC         | - Il 4 maggio 2023 è stato reso noto che Amanda Serrano metterà in palio i suoi titoli il 5 agosto 2023 contro la statunitense Heather Hardy a Dallas (Texas, Stati Uniti). |                                  |                |        |                   |                              |
| WBO         | 13 settembre 2019 | Amanda Serrano                   | 44-2-1 (30 KO) | 3      | 5 agosto 2023     | Heather Hardy (24-2-0; 4 KO) |
| WBO         | 13 maggio 2022 | Brenda Karen Carabajal (interim) | 18-5-1 (9 KO)  | 0      |                   |                              |
| WBO         | - Il 4 maggio 2023 è stato reso noto che Amanda Serrano metterà in palio i suoi titoli il 5 agosto 2023 contro la statunitense Heather Hardy a Dallas (Texas, Stati Uniti). |                                  |                |        |                   |                              |
| IBF         | 24 settembre 2022 | Amanda Serrano                   | 44-2-1 (30 KO) | 0      | 5 agosto 2023     | Heather Hardy (24-2-0; 4 KO) |
| IBF         | - Il 4 maggio 2023 è stato reso noto che Amanda Serrano metterà in palio i suoi titoli il 5 agosto 2023 contro la statunitense Heather Hardy a Dallas (Texas, Stati Uniti). |                                  |                |        |                   |                              |

## Professionisti
Alcuni tra i migliori rappresentanti della categoria sono stati:
- Alexis Argüello
- Baby Arizmendi
- Henry Armstrong
- Abe Attell
- Marco Antonio Barrera
- Sal Bartolo
- Benny Bass
- Battling Battalino
- Tony Canzoneri
- Bobby Chacon  (pesi superpiuma)
- Kid Chocolate  (pesi superpiuma)
- Orlando Cruz
- George Dixon
- Johnny Dundee   (pesi superpiuma)
- Flash Elorde  (pesi superpiuma)
- Jeff Fenech
- Wilfredo Gómez
- Young Griffo
- Naseem Hamed
- Fighting Harada
- Johnny Kilbane
- Juan Manuel Márquez
- Érik Morales
- Azumah Nelson
- Manny Pacquiao
- Willie Pep
- Sandy Saddler
- Vicente Saldívar
- Salvador Sánchez

## Campioni olimpici
- 1904 –  Oliver Kirk
- 1908 –  Richard Gunn
- 1920 –  Paul Fritsch
- 1924 –  Jackie Fields
- 1928 –  Bep van Klaveren
- 1932 –  Carmelo Robledo
- 1936 –  Oscar Casanovas
- 1948 –  Ernesto Formenti
- 1952 –  Ján Zachara
- 1956 –  Vladimir Safronov
- 1960 –  Francesco Musso
- 1964 –  Stanislav Stepaškin
- 1968 –  Antonio Roldán
- 1972 –  Boris Kuznecov
- 1976 –  Ángel Herrera
- 1980 –  Rudi Fink
- 1984 –  Meldrick Taylor
- 1988 –  Giovanni Parisi
- 1992 –  Andreas Tews
- 1996 –  Somluck Kamsing
- 2000 –  Bekzat Sattarkhanov
- 2004 –  Aleksej Tiščenko
- 2008 –  Vasyl' Lomačenko